# Dystomorphus notatus
Dystomorphus notatus là một loài bọ cánh cứng trong họ Cerambycidae.